# Euro Hockey Tour 2006-2007
L'Euro Hockey Tour  2006-2007 è la XI stagione del torneo per nazionali Euro Hockey Tour. È iniziato il 31 agosto 2006 e si è conclusa il  1 aprile 2007. Si sono disputate un totale di 24 partite, 12 per ogni squadra. La stagione è costituito dalla Karjala Cup, dalla Channel One Cup, dagli Oddset Hockey Games e dai Kajotbet Hockey Games.

## Risultato Finale
| Squadra   | PG | V | P | N | GF | GS | Pt. | VOT | POT | VR | PR |
| --------- | -- | - | - | - | -- | -- | --- | --- | --- | -- | -- |
| Russia    | 12 | 6 | 1 | 5 | 40 | 31 | 27  | 1   | 0   | 3  | 1  |
| Svezia    | 12 | 6 | 4 | 2 | 30 | 29 | 21  | 0   | 0   | 1  | 1  |
| Finlandia | 12 | 4 | 6 | 2 | 19 | 29 | 14  | 0   | 1   | 0  | 1  |
| Rep. Ceca | 12 | 2 | 7 | 3 | 32 | 42 | 10  | 0   | 0   | 1  | 2  |

Legenda: PG = partite giocate; V = vittorie; P = sconfitte; N = pareggi; GF e GS = gol fatti e gol subiti; Pt. = punti; VOT e POT = vittorie e sconfitte dopo i tempi supplementari; VR e PR = vittorie e sconfitte dopo i tiri di rigore

### Finali

#### Finale 1º/2º posto
| 19 aprile 2007 | Svezia A. Steen 30:58 (ES) J. Davidsson 47:15 (PP) J. Jönsson 55:32 (ES) | 3-2             | Russia A. Mikhnov 23:54 (ES) P. Schastliviy 52:27 (PP)                                            | Läkerol Arena Gävle, Svezia  |
| 21 aprile 2007 | Russia S. Mozyakin 29:00 (ES) A. Morozov 43:46 (ES)                      | 2-4 totale: 4-7 | Svezia F. Bremberg 06:01 (ES) J. Davidsson 28:31 (ES) A. Steen 40:46 (SH) M. Thörnberg 59:36 (ES) | Khodynka Arena Mosca, Russia |

La Svezia si aggiudica il torneo per la seconda volta nella propria storia.

##### Finale 3º/4º posto
| 19 aprile 2007 | Finlandia P. Kontiola 00:22 (ES)                    | 1-0             | Rep. Ceca | Helsinki Ice Hall Helsinki, Finlandia |
| 21 aprile 2007 | Rep. Ceca P. Sýkora 38:07 (PP) J. Hlinka 63:30 (ES) | 2-0 totale: 2-1 | Finlandia | Sazka Arena Praga, Repubblica Ceca    |

La Repubblica Ceca si aggiudica la medaglia di bronzo.